# Munsell-skála

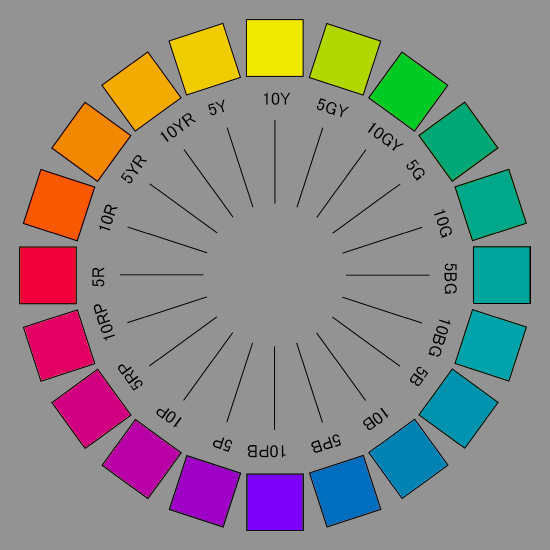
A Munsell-színkör

A króma, színdússág értelmezése az egyik kékesbíbor színnél

A Munsell-színskála a kolorimetria nemzetközileg elfogadott színrendszere, melyben színeket színezet (H hue), Munsell világosság (V value) és króma (C chroma) színjellemzőkkel írja le. A színskálát eredetileg Albert H. Munsell amerikai festő, művésztanár dolgozta ki és vezette be színek elnevezésének egyértelműsítésére az 1905-ben megjelent A Color Notation című munkájában. Az egyes színeket betűkből és számokból álló kombinációk írják le, amelyek a fenti három ismérvből következnek. Az eredeti rendszer kisebb hiányosságait az 1929-ben megjelent Munsell Book of Color és későbbi kiadásai fokozatosan kiküszöbölték, az 1940-es évektől már optikai mérési eredményekre is támaszkodva.

## A rendszer leírása
A rendszert legkönnyebben egy hengerkoordináta-rendszerben képzelhetjük el, három, egymásra merőleges irányban: a világosság a henger tengelyén, a króma a tengelytől radiálisan távolodva, míg a színezet azimutálisan körben helyezkedik el. A világosság értéke a feketétől (0) a fehérig terjed (10), bár eredetileg 1-től 9-ig volt definiálva. Munsell a színezeteket öt alapszínre alapozta, melyeket körben az alapszínek angol neveinek rövidítéseivel adunk meg: sorrendben az R a vörös (red), az Y a sárga (yellow), a G a zöld (green), a B a kék (blue), a P pedig a lila (purple) színt jelzi. Az ötféle köztes színezetet az említett betűk kombinációi adják: pl. a sárgászöldet GY jelzi. Munsell a fenti színezeteket egy 100 részre osztott körben helyezte el: minden alap- és köztes színezetnek 10 fokozata van, úgy, hogy magát a színezetet az 5-ös fokozat reprezentálja. A teljes színkört tehát az 5R–5YR–5Y–5GY–5G–5BG–5B–5PB–5P–5RP–5B adja (vöröstől vörösig). A köztes színezeteket az előtétszámok változása jelzi: így például a vörös (5R) esetében a 2.5R a vöröseslila árnyalatú vörös, míg a 7.5R sárgásvörös árnyalatú vörös. A 10-es előtét-szám ennélfogva mindig két, a fent felsorolt 10 szín között félúton elhelyezkedő színezetet jelöl, pl. 10GY félúton van a sárgászöld (5GY) és a zöld (5G) között.
A táblázat első oszlopa a szín-azonosító számot tartalmazza. A következő oszlopban áll a Munsell színminta atlaszban található legnagyobb krómájú csip teljes jele. A következő oszlopban a számítógépen megjeleníthető legnagyobb króma értékét tüntettük fel, utána a Munsell színtér legnagyobb krómájú értéke. Végül a megjeleníthető és a Munsell színtér adatai CIELAB egyenértékű adatai szerepelnek. A két színazonosító rendszer között nincs pontos átszámítási módszer. A színkülönbség ΔE értéke 4-5 is lehet, ami szemmel már észrevehető.
| eredeti színszám | Munsell Book of Color | maximális króma | maximális króma    | számítógépen | számítógépen | számítógépen | Munsell rendszerben | Munsell rendszerben | Munsell rendszerben |
| eredeti színszám | Munsell Book of Color | számítógépen    | Munsell színtérben | L*           | a*           | b*           | L*                  | a*                  | b*                  |
| ---------------- | --------------------- | --------------- | ------------------ | ------------ | ------------ | ------------ | ------------------- | ------------------- | ------------------- |
| 0                | 0R 5/12               | 18              | 27                 | 51,57        | 76,79        | 12,64        | 51,57               | 108,61              | 15                  |
| 5                | 5R 5/12               | 19              | 27                 | 51,57        | 78,54        | 41,02        | 51,57               | 102,1               | 51,99               |
| 10               | 10R 5/12              | 14              | 19                 | 51,57        | 49,82        | 57,42        | 51,57               | 63,45               | 88,79               |
| 15               | 5YR 6/12              | 12              | 19                 | 61,7         | 29,38        | 64,4         | 61,7                | 37,45               | 106,25              |
| 20               | 10YR 7/12             | 12              | 19                 | 71,6         | 13,98        | 77,15        | 71,6                | 17,37               | 123,31              |
| 25               | 5Y 8/12               | 12              | 19                 | 81,35        | -4,02        | 86,26        | 81,35               | -3,33               | 134,59              |
| 30               | 10Y 8/12              | 12              | 19                 | 81,35        | -17,24       | 87,99        | 81,35               | -19,37              | 137,8               |
| 35               | 5GY 8/12              | 12              | 21                 | 81,35        | -36,93       | 87,21        | 81,35               | -44,41              | 140,12              |
| 40               | 10GY 6/10             | 13              | 31                 | 61,7         | -60,83       | 53,67        | 61,7                | -139,54             | 106,25              |
| 45               | 5G 6/10               | 10              | 31                 | 61,7         | -52,22       | 16,26        | 61,7                | -176,07             | 28,12               |
| 50               | 10G 6/10              | 10              | 31                 | 61,7         | -51,88       | 5,51         | 61,7                | -165,89             | 6,82                |
| 55               | 5BG 7/8               | 8               | 23                 | 71,6         | -39,21       | -4,56        | 71,6                | -112,03             | -16,02              |
| 60               | 10BG 6/7              | 7               | 21                 | 61,7         | -29,17       | -14,42       | 61,7                | -91,23              | -41,63              |
| 65               | 5B 6/8                | 8               | 19                 | 61,7         | -22,98       | -25,73       | 61,7                | -52,65              | -63,3               |
| 70               | 10B 6/10              | 11              | 17                 | 61,7         | -14,11       | -41,82       | 61,7                | -20,86              | -67,86              |
| 75               | 5PB5/10               | 13              | 25                 | 51,57        | 5,81         | -52,33       | 51,57               | 26,19               | -106,68             |
| 80               | 10PB 5/10             | 21              | 27                 | 51,57        | 54,85        | -74,2        | 51,57               | 78,4                | -95,22              |
| 85               | 5P 5/10               | 26              | 31                 | 51,57        | 87,27        | -72,11       | 51,57               | 109,88              | -87,93              |
| 90               | 10P 5/12              | 22              | 31                 | 51,57        | 83,59        | -42,26       | 51,57               | 119,12              | -59,92              |
| 95               | 5RP 5/14              | 19              | 29                 | 51,57        | 79,1         | -10,66       | 51,57               | 117,61              | -18,94              |
| 100              | 10RP 5/12             | 18              | 27                 | 51,57        | 76,79        | 12,64        | 51,57               | 108,61              | 15                  |

Mivel a különféle szürkéknek nincs, vagy nem mérhető a fentiek szerinti krómája, ezt N-nel jelezzük (neutral), úgy hogy az 5N a középszürke, 0N a fekete és 10N a fehér (bár ez Munsell definíciójában még rendre 1N és 9N volt). A króma a szín színdússága azonos világosságú szürkéhez, akromatikus színhez képest , amit a V (világosság) után írt számmal jelzünk. A fentiek alapján a 7.5YR 7/12 egy 7-es világosságú és 12-es krómájú vörösessárga, vörösbe hajló szín, míg az 5P 5/10 egy közepesen világos lila. Munsell halála után, 1940-1943 között kiterjeszették az eredeti színtér (Munsell notation) adatait, és akkor vezették be a szürke színek jelölésére az N betűt. Ezt a megújított rendszert Munsell renotation néven ismerjük.
A közel akromatikus színek (fekete, szürke és fehér) azok, amelyeknek krómája észrevehetetlenül kicsi, szemmel nem látható, műszerrel azonban mérhető. Ilyenkor a Munsell renotation értelmében ilyen jelöléssel találkozunk:
N9,6/ (G 0,1), tehát fehér, némi zöld eltolódással
N 1,0/ (PB 0,8); tehát fekete, kismértékű bíbor tartalommal (egy fénylő felületű; glossy minta)
N 7,8/ (GY 0,3) világosszürke, észrevehetetlenül kevés zöldessárga színezettel.
5BG 7/0,4 ANSI gray #70 semi gloss (félfényes)

## Értelmezése
A különféle színazonosító rendszerek eltérő lépésközű szerkezettel rendelkeznek. Emiatt kezdetben nehéz volt közöttük az átmenetet számszerűsíteni. Például
- Johann Wolfgang Goethe (Die Farbenlehre (wd): esztétikai élmény szempontjából egyenközű rendszer
- Johannes Itten: az ellentétes színek (Farbkontrastlehre, angolul: opponent colour system) szerinti színrendszer
- Albert Munsell: észlelés (perception) szempontjából egyenközű rendszer
- Nemcsics Antal (COLOROID): színharmóniák szerint egyenközű rendszer

A színkülönbséget az Euklideszi térben egymástól azonos távolságra eső pontok között mérik. Például a CIELAB térben az L* világosság, a* és b* színkoordináták értékei közötti négyzetes távolság (térátló).
{\displaystyle \Delta E_{ab}^{*}={\sqrt {(L_{2}^{*}-L_{1}^{*})^{2}+(a_{2}^{*}-a_{1}^{*})^{2}+(b_{2}^{*}-b_{1}^{*})^{2}}}}.
Hasonlóképpen Munsell esetében a ΔH, ΔV és ΔC által meghatározott térátló a színkülönbség a következő formájú lenne:
{\displaystyle \Delta E_{Munsell}={\sqrt {(H_{2}-H_{1})^{2}+(V_{2}-V_{1})^{2}+(C_{2}-C_{1})^{2}}}}
egymástól azonos távolságra eső színek közötti különbség állandó. Sajnos, ez nem realizálható. A H értékét egy nulla és 100 közé eső számmal szokás jelölni, bár a színkör kezdőpontját hivatalosan nem jelölték ki. A V (value) értéke egyértelműen nulla és tíz közé esik. A C chroma értéke nagyjából a nulla és a tíz közé esik. Azonban nem minden színnek lehet tíz a krómája; ugyanakkor vannak színek, amelynek krómája a húszat is eléri. E három probléma miatt a Munsell színkülönbséget nem szokás számszerűsíteni. Például a 3,15PB 1/10 igen nagy krómájú viola szín világossági értéke nem leht nagyobb 1-nél, ez jellemző  kék ibolya és bíbor színekre.
Munsell munkájának megjelenési formája színatlasz, eltérően más, többnyire mérésen alapuló rendszerekkel.
Az első korszerű, ma is érvényes színrendszer és színatlasz, mintaképe az újabb rendszereknek. Újszerűsége abban állt, hogy a színárnyalatok érzetileg (majdnem) egyenközűek. Ezt úgy érte el, hogy a történeti és a korabeli színrendszerekhez képest a komplementer színek nem átellenesek, és a színtest szabálytalan alakú. A világosság színjellemzőre használt value (valőr, érték) elnevezést gyakorlatilag az összes számítógépes grafikai program átvette.

## Alkalmazási területek
A Munsell-rendszert számos területen alkalmazzák: az eredetileg Munsell által is megcélzott oktatás mellett a geológiában, a gyógyszeriparban, a régészetben, a talajtanban, a belsőépítészetben, az élelmiszeriparban használják a Munsell Color Chart-ot a színek azonosítására.